# ملادن کرستاییچ
ملادن کرستاییچ (صربی: Mladen Krstajić؛ زادهٔ ۴ مارس ۱۹۷۴) یک بازیکن فوتبال اهل صربستان است.

## تیم ملی
وی همچنین در تیم ملی فوتبال صربستان بازی کرده‌است.